# عتامة

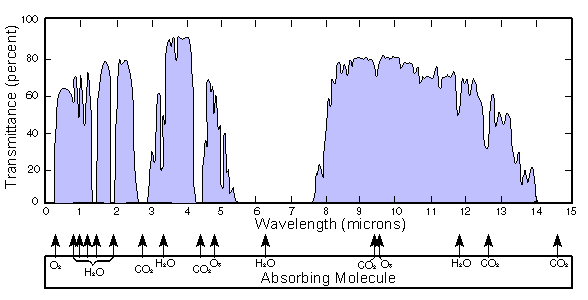

العتامة (بالإنجليزية: Opacity)‏ هي مقياس لاختراقية الأشعة الكهرومغناطيسية أو الأنواع الأخرى من الإشعاع خلال وسط معين مثل الهواء أو جو الشمس، وخصوصًا للضوء المرئي. وفي الانتقال الإشعاعي (radiative transfer)، تصف العتامة امتصاص وتبعثر الإشعاع في الوسط، مثل البلازما، والعوازل الكهربائية، والدرع ضد الإشعاعات، والزجاج، إلخ. إن الجسم العاتم ليس شفافًا فيسمح للضوء بالمرور جزئيا خلاله، أو شفيف (Translucent) فيسمح بمرور بعض الضوء خلاله ويمتص جزءا.
تـُنفذ المادة العاتمة كمية ضئيلة من الضوء، فهي تمتص وتعكس وتبعثر معظم الضوء الساقط عليها. والمرايا والكربون الأسود هي مواد عاتمة. وتعتمد العتامة على تردد الموجات الضوئية . فبينما تكون بعض أنواع الزجاج شفافة في مجالٍ من الطيف المرئي، تكون عاتمة للضوء في مجال الأشعة فوق البنفسجية.

## في الأرصاد الجوية
تقاس عتامة الشبورة في الأرصاد الجوية، وأحيانا تقول " مدى الرؤية 100 متر، أو مدي الرؤية 30 متر، فهي تقيس بذلك مدى إمتصاص الضباب للضوء في اتجاه سير السيارة مثلا.

## اقرأ أيضا
- شفافية
- امتصاص (إشعاع كهرومغناطيسي)
- انعكاس
- امتصاصية مولية